# Chuck Connors
Kevin Joseph Aloysius Connors (ur. 10 kwietnia 1921 w Nowym Jorku, zm. 10 listopada 1992 w Los Angeles) – amerykański baseballista, aktor charakterystyczny i koszykarz.
18 lipca 1984 otrzymał własną gwiazdę w Alei Gwiazd w Los Angeles znajdującą się przy 6838 Hollywood Boulevard.
Zmarł w wieku 71 lat w Cedars-Sinai Medical Center w Los Angeles na raka płuc.

## Filmografia

### Filmy
- 1957: Żółte psisko (Old Yeller) jako Burn Sanderson
- 1957: Żona modna (Designing Woman) jako Johnnie O, henchman Daylora
- 1958: Biały Kanion (The Big Country) jako Buck Hannassey
- 1962: Geronimo jako Geronimo
- 1963: Posuń się kochanie (Move Over, Darling) jako Stephen „Adam” Burkett
- 1963: Mój przyjaciel delfin (Flipper) jako ojciec Sandy’ego
- 1972: Misja dyplomatyczna (Embassy) jako Kesten
- 1973: Zielona pożywka (Soylent Green) jako Tab Fielding
- 1979: Dzień zabójcy (El día de los asesinos) jako Fleming
- 1979: Pułapka na turystów (Tourist Trap) jako pan Slausen
- 1980: Wirus (Virus) jako kapitan McCloud
- 1982: Spokojnie, to tylko awaria (Airplane II: The Sequel) jako The Sarge
- 1987: Brygada terrorystów (Terror Squad) jako szef policji Rawlings
- 1989: Koszmarne polowanie (High Desert Kill, TV) jako Stan Brown
- 1989: Płatny morderca (Trained to Kill) jako Ed Cooper
- 1990: Ostatni lot do piekła (L’ultimo volo all’inferno) jako Red Farley
- 1991: Salmonberries jako pan Warren
- 1991: Hazardzista IV (The Gambler Returns: The Luck of the Draw, TV) jako strzelec
- 1992: Three Days to a Kill jako kapitan Damian Wright

### Seriale
- 1956: Gunsmoke jako Sam Keeler
- 1977: Korzenie (Roots) jako Tom Moore
- 1983: Statek miłości (The Love Boat) jako Roy
- 1983: Matt Houston jako Castanos
- 1985: Napisała: Morderstwo (Murder, She Wrote) jako agent FBI Fred Keller
- 1988: Napisała: Morderstwo (Murder, She Wrote) jako Tyler Morgan
- 1989–1990: Paradise znaczy raj (Paradise/Guns of Paradise) jako Gideon McKay